# Hayling Island
Hayling Island est une île du sud de l'Angleterre, dans le Hampshire.